# Dyomyx lineata
Dyomyx lineata là một loài bướm đêm trong họ Noctuidae.